# 반재륭
반재륭 (1985년 3월 7일 ~ )은 전 KBO 리그 SK 와이번스의 투수이다.
인천고 재학시절에는 투수와 3루수 포지션을 동시에 소화하며 전력의 핵심으로 평가받았으나, 프로지명을 받지 못하자 인하대로 진학하였다. 인하대를 졸업한 이후에도 프로지명을 받지 못하자 2008년 SK 와이번스에 신고선수 자격으로 입단하였고, 그 해 SK 와이번스의 전지훈련에도 참가하였다. 입단 이후 1군 경기에 단 한 경기에도 출장하지 못한 채, 2008년 시즌이 종료된 이후 방출되었다. 그 이후 군입대를 하여 인천만수고등학교에서 공익근무요원으로 근무하였다. 2014년 현재 이수중학교 투수코치를 하고 있는 것으로 확인되었다.
1군에 단 1경기도 출장하지 못하였기 때문에 일반 대중들에게는 거의 알려지지 않은 선수였으나, 프로야구 매니저라는 온라인 게임에서는 가장 낮은 비용(1)의 선수로 분류되었음에도, 다른 잘 알려진 투수들에 비해 압도적인 능력치를 가진 마무리 투수로 등장하여 화제가 되었다. 프로야구 매니저의 개발진들도 게임 내에서 이 선수 카드를 활용하고 있다고 밝힌 바 있다.